# The Invitation (2022)
The Invitation (bra: Convite Maldito; prt: O Convite) é um filme estadunidense de terror e suspense de 2022 dirigido por Jessica M. Thompson.

## Sinopse
Após a morte de sua mãe, Evie decide fazer um teste de DNA. Pensando que não tem família, a jovem rastreia um primo distante cuja existência ela desconhecia. Após um primeiro contacto frutífero, este último convida-a para um casamento no coração do interior da Inglaterra, onde poderá conhecer outros membros da sua família. Mas por trás dos encantos do aristocrático Walter e das suspeitas explosões de generosidade dos anfitriões escondem-se os mais perturbadores segredos e intenções. E as festividades rapidamente se transformam em um pesadelo.

## Elenco
- Nathalie Emmanuel como Evie
- Thomas Doherty como De Ville
- Stephanie Corneliussen como Viktoria
- Alana Boden como Lucy
- Hugh Skinner como Oliver
- Sean Pertwee como Renfield
- Courtney Taylor como Grace
- Tian Chaudhry como Diya (5ª empregada)

Além disso, Carol Ann Crawford interpreta Sra. Swift, empregada de Evie.

## Produção

### Filmagem
A filmagem começou em setembro de 2021 em Budapeste, Hungria.

## Recepção

### Resposta da crítica
No Brasil, o site AdoroCinema oferece uma média de avaliações de espectadores de 2,5/5. Em países de língua inglesa, o site Rotten Tomatoes dá uma média de 29%  para 66 críticas. O site Metacritic dá uma pontuação de 45/100 para 14 críticas.